# Walking Big & Tall
Walking Big & Tall é o décimo terceiro episódio da vigésima sexta temporada do seriado de animação de comédia de situação The Simpsons, e foi exibido originalmente na noite de 8 de Fevereiro de 2015 pela Fox Broadcasting Company (FOX) nos Estados Unidos.
As estrelas convidadas para o episódio são Kevin Michael Richardson (interpretando Albert) e Pharrell Williams (interpretando a si mesmo).

## Enredo
Em uma reunião na prefeitura, a cidade descobre que seu hino "Only Springfield" está sendo usado por várias cidades da América do Norte, depois que o ex-prefeito Hans Moleman comprou o hino de um vendedor. Lisa e Bart compõem um novo hino chamado "Why Springfield, Why Not" e o apresentam no teatro com outros alunos. Homer tem dificuldade em se sentar em seu lugar na apresentação devido à sua obesidade e, quando precisa levantar para aplaudir de pé, arranca sua fileira de assentos, causando destruição no teatro. Marge exige que ele se junte a um grupo de controle de peso, mas aquele em que ele se junta é executado pela scooter de mobilidade Albert afirma que a obesidade é bela e Homer decide abraçar sua obesidade.
O grupo causa uma perturbação do lado de fora de uma loja de moda, que eles alegam promover figuras irrealisticamente magras, e todos são presos. Marge chega para socorrer Homer com a condição de deixar o grupo e iniciar uma dieta, mas ele se recusa e volta para a cadeia com seus amigos obesos. Lisa e Bart tentam compor uma música para convencer Homer a deixar o grupo, mas discutem tanto que nunca a tocam. Marge ressalta que Homer não deve seguir Albert, que ela diz ter preguiça de andar. Ele tenta se levantar da scooter para provar que ela está errada, mas sofre um ataque cardíaco fatal. No funeral de Albert, Homer faz um elogio ao saber que o falecido tinha apenas 23 anos e implora para que os obesos percam peso. Ele e Marge vão para casa, pois ele promete fazer uma dieta, e uma montagem mostra o corpo de Homer mudando drasticamente com a idade ao longo das próximas décadas.

## Recepção

### Audiência
De acordo com o instituto de medição de audiências Nielsen, o episódio foi visto em sua exibição original por 2,78 milhões de telespectadores, recebendo uma quota de 1,2/3 na demográfica de idades 18-49. Houve uma queda de 0,51 milhão de pessoas com relação ao episódio anterior, The Musk Who Fell to Earth. O show foi o segundo mais assistido da FOX naquela noite, perdendo apenas para Quagmire's Mom, episódio de Family Guy, que obteve 2,81 milhões de telespectadores.

### Avaliação Crítica
Dennis Perkins, do The A.V. Club, deu ao episódio uma classificação B-, dizendo que "a construção descuidada dos últimos episódios dos Simpsons nunca foi tão evidente quanto neste episódio, onde duas parcelas marginalmente promissores teriam se beneficiado de algum espaço para respirar. Ainda mais que a magreza resultante usual do enredo principal e do sub-enredo, "Walking Big & Tall" configura uma história de tipo "A" e simplesmente abandoná-la em favor de outra, o resultado desconcertante do que é um de dois monstros confusos com a cabeça de um episódio cujos flashes murcham diversões sob a sucessão mesquinha deste último lote de piadas gordas."

## Ligações Externas
- "Walking Big & Tall" (em inglês) no IMDb